# Йоргос Атанасіадіс
Йоргос Атанасіадіс (грец. Γιώργος Αθανασιάδης, нар. 7 квітня 1993, Салоніки) — грецький футболіст, воротар клубу «Аріс» (Салоніки).

## Клубна кар'єра
Народився 7 квітня 1993 року в місті Салоніки. Вихованець юнацьких команд футбольних клубів «Іракліс» та «Етнікос Сочоу», після чого опинився у команді «Пантракікос», за яку і дебютував на дорослому рівні 27 жовтня 2012 року в матчі Суперліги проти «Паніоніса» (1:2). Загалом у дебютному сезоні 2012/13 він провів лише дві зустрічі, а в сезоні 2013/14 — 8 разів. Лише з сезону 2014/15 став основним воротарем і за два роки зіграв 52 матчі в усіх турнірах за команду, але 2016 року команда покинула вищий дивізіон.
29 червня 2016 року підписав контракт на три сезони з «Астерасом». У першому сезоні 2016/17 він був другим воротарем, у сезоні 2017/18 був першим воротарем, а в сезоні 2018/19 знову другим, загалом зігравши у 58 іграх в усіх турнірах.
13 червня 2019 року він підписав чотирирічний контракт з АЕКом, де знову став запасним воротарем.

## Виступи за збірну
2014 року залучався до складу молодіжної збірної Греції, втім так за неї і не дебютував.

## Титули і досягнення
- Чемпіон Молдови (1):

«Шериф»: 2021-22
- Володар Кубка Молдови (1):

«Шериф»: 2021-22
- Чемпіон Греції (1):

АЕК: 2022-23
- Володар кубка Греції (1):

АЕК: 2022-23
- Володар Кубка Кіпру (1):

АЕК: 2024-25

## Статистика виступів

### Статистика клубних виступів
| Сезон                   | Команда                 | Чемпіонат               | Чемпіонат | Чемпіонат | Національний кубок | Національний кубок | Національний кубок | Континентальні кубки | Континентальні кубки | Континентальні кубки | Інші змагання | Інші змагання | Інші змагання | Усього | Усього |
| Сезон                   | Команда                 | Ліга                    | Ігор      | Голів     | Ліга               | Ігор               | Голів              | Ліга                 | Ігор                 | Голів                | Ліга          | Ігор          | Голів         | Ігор   | Голів  |
| ----------------------- | ----------------------- | ----------------------- | --------- | --------- | ------------------ | ------------------ | ------------------ | -------------------- | -------------------- | -------------------- | ------------- | ------------- | ------------- | ------ | ------ |
| 2012–13                 | «Пантракікос»           | СЛ                      | 2         | -2        | КН                 | 0                  | 0                  | -                    | -                    | -                    | -             | -             | -             | 2      | -2     |
| 2013–14                 | «Пантракікос»           | СЛ                      | 8         | -9        | КН                 | 0                  | 0                  | -                    | -                    | -                    | -             | -             | -             | 8      | -9     |
| 2014–15                 | «Пантракікос»           | СЛ                      | 25        | -29       | КН                 | 2                  | -1                 | -                    | -                    | -                    | -             | -             | -             | 27     | -30    |
| 2015–16                 | «Пантракікос»           | СЛ                      | 24        | -39       | КН                 | 1                  | 0                  | -                    | -                    | -                    | -             | -             | -             | 25     | -39    |
| Усього за «Пантракікос» | Усього за «Пантракікос» | Усього за «Пантракікос» | 59        | -79       |                    | 3                  | -1                 |                      | -                    | -                    |               | -             | -             | 62     | -80    |
| 2016–17                 | «Астерас»               | СЛ                      | 3         | -6        | КН                 | 4                  | -2                 | -                    | -                    | -                    | -             | -             | -             | 7      | -8     |
| 2017–18                 | «Астерас»               | СЛ                      | 30        | -24       | КН                 | 4                  | -5                 | -                    | -                    | -                    | -             | -             | -             | 34     | -29    |
| 2018–19                 | «Астерас»               | СЛ                      | 8         | -8        | КН                 | 7                  | -10                | ЛЄ                   | 2                    | -4                   | -             | -             | -             | 17     | -22    |
| Усього за «Астерас»     | Усього за «Астерас»     | Усього за «Астерас»     | 41        | -38       |                    | 15                 | -17                |                      | 2                    | -4                   |               | -             | -             | 58     | -59    |
| Усього за кар'єру       | Усього за кар'єру       | Усього за кар'єру       | 100       | -117      |                    | 18                 | -18                |                      | 2                    | -4                   |               | -             | -             | 120    | -139   |